# Associação de Senhoras de Rotarianos
A Associação de Senhoras de Rotarianos, ou ASRs, ou Inner Wheel é uma organização internacional de mulheres esposas de membros de Rotary clubs. Tem como objetivo promover amizade entre os membros, e prestar serviços a comunidade. Se faz presente em mais de 100 países, com mais de 100.000 associadas. Foi fundada em Manchester. 

## História
A organização foi oficialmente fundada em janeiro de 1924 por Margarette Golding, enfermeira, mulher de negócios e esposa de um rotariano do Rotary Club de Manchester.  Foi realizado um encontro com outras 26 esposas em novembro de 1923. A primeira reunião formal foi realizada em 10 de janeiro de 1924, quando 27 mulheres compareceram. Esta data é agora conhecida como "Dia Internacional da Roda Interna". Esta organização foi originalmente criada para as esposas e filhas de rotarianos, embora atualmente não seja necessária nenhuma conexão com o Rotary. Gradualmente, outros clubes se formaram e em 1934 foi formada a Associação de Clubes de Senhoras de Rotarianos na Grã-Bretanha e Irlanda. 

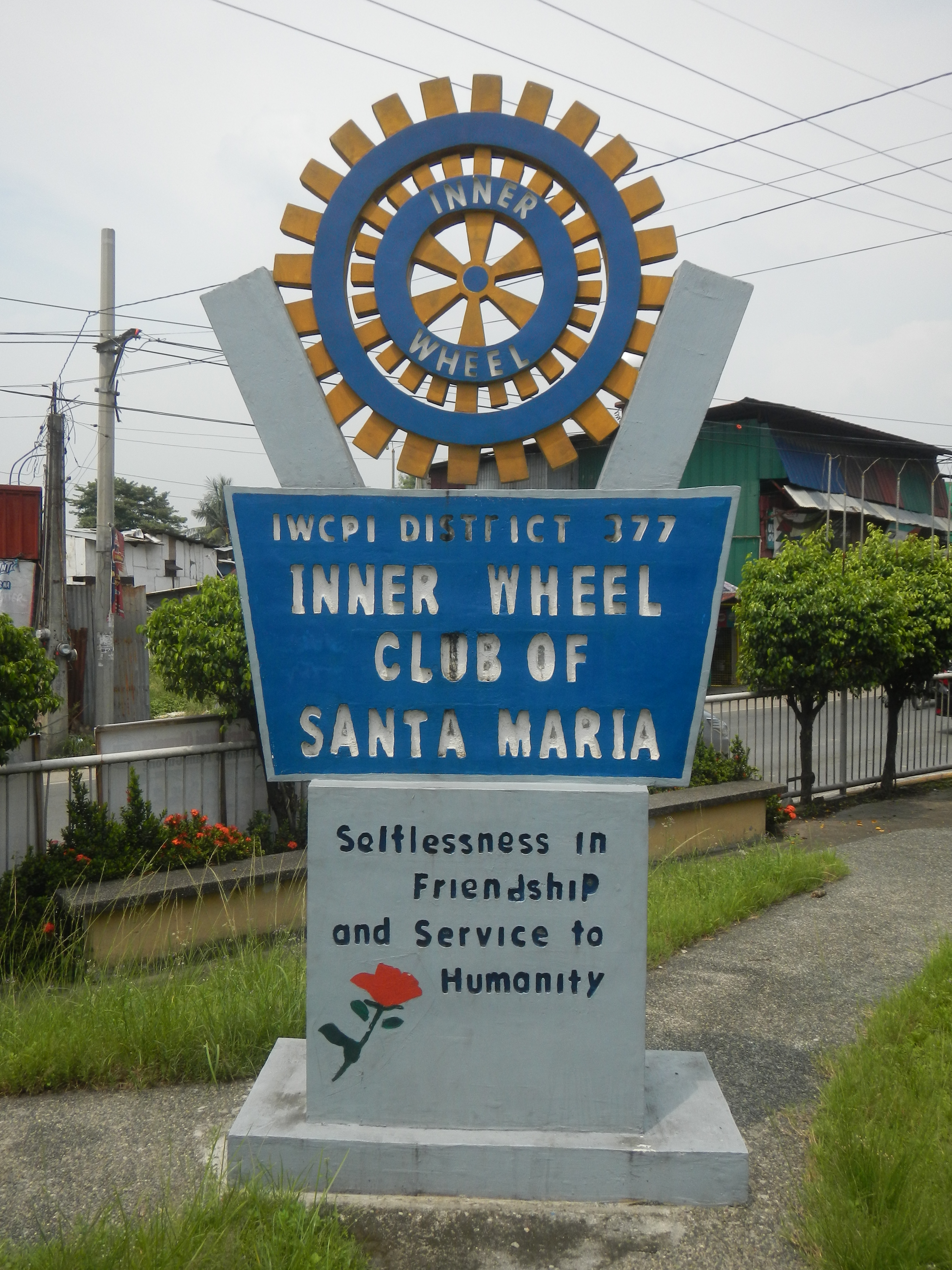
Marco de um clube ASR nas Filipinas.

O número de clubes em todo o mundo cresceu e em 1967 surgiu a Inner Wheel Internacional. Existem clubes em muitos países ao redor do mundo. Os clubes ASR são agrupados em distritos, com a Grã-Bretanha e Irlanda possuindo 29 distritos. A maioria dos clubes se reúne semanalmente. Os clubes arrecadam e doam dinheiro para uma enorme variedade de instituições de caridade. 
Após a decisão tomada em uma Convenção Internacional em 2012, todas as mulheres com mais de 18 anos estavam aptas a participar.   
Em 2008, a Inner Wheel tinha mais de 100.000 membros em 102 países e era uma das maiores organizações de mulheres com status consultivo nas Nações Unidas. 